# Diego Velázquez
Diego Rodríguez de Silva y Velázquez (n. 6 iunie 1599, Sevilla, Regatul Sevillei⁠(d), Spania – d. 6 august 1660, Madrid, Madrid⁠(d), Spania) a fost unul dintre cei mai cunoscuți pictori spanioli din sec. XVII-lea. Reprezentant al stilului baroc, s-a remarcat în special ca portretist la curtea regelui Filip al IV-lea al Spaniei. În același timp, Velázquez este creatorul unei noi viziuni și al unui nou mod de zugrăvire a naturii. Acest lucru a determinat ca, la sfârșitul secolului al XIX-lea, majoritatea impresioniștilor să valorifice în pictura lor moștenirea lui Velázquez.

## Viața și opera
Diego Velázquez vine pe lume în primăvara târzie a anului 1599, în orașul Sevilla din Andaluzia. Botezul său are loc la 6 iunie în biserica din cartierul popular "San Pedro". Era fiul lui Juan Rodriguez de Silva, dintr-o familie de nobili portughezi scăpătați, și al Jeronimei Velázquez. După obiceiul spaniol, Diego și-a adăugat numele mamei și a rămas cunoscut în istoria artei sub numele Velázquez. Din fragedă copilărie îl interesa desenul, la vârsta de 11 ani ajunge în atelierul lui Francisco Pacheco, care îi transmite cunoștințe complexe, legând teoria de practica artei. Velázquez obține brevetul de pictor la 14 martie 1617, ceea ce îi dă dreptul să deschidă un atelier propriu, să creeze sub numele său și să primească elevi. Are de abia 18 ani. În 1618 se căsătorește cu Juana, fiica maestrului său Pacheco, de la care primește o bogată zestre.

### Carieră laMadrid

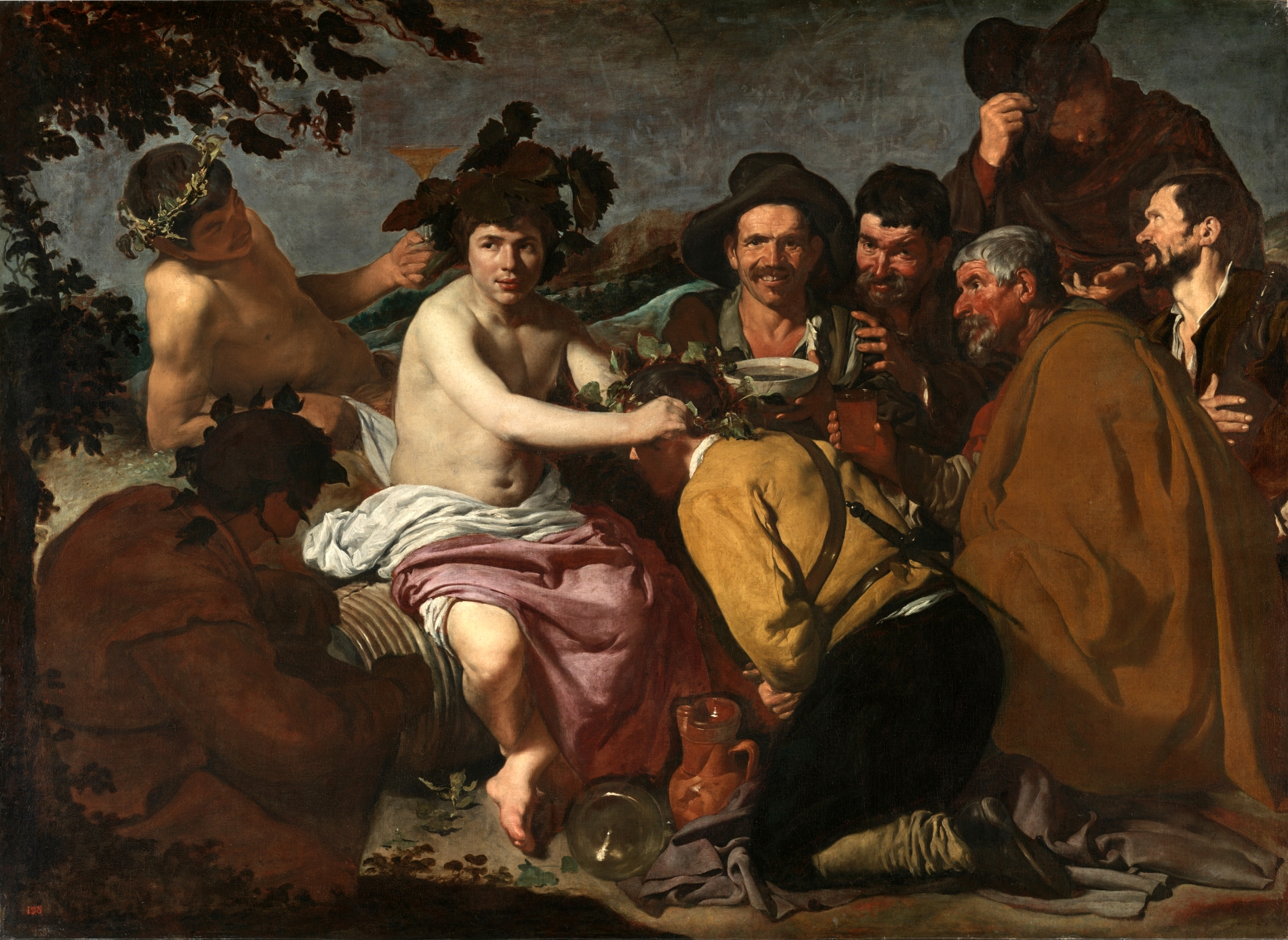
Diego Velázquez: Triumful lui Bacchus (Los Borrachos), 1628 - Museo Prado, Madrid

În 1622, Velázquez pleacă la Madrid, unde se remarcă cu pictarea portretului poetului Luis de Góngora y Argote. Ministrul Olivarez, originar din Andaluzia, îl cheamă pe tânărul Velázquez la curtea regală pentru a picta portretul capelanului Don Juan de Fonseca. Portretul, realizat foarte repede, este transmis la palatul regal "Alcazar". Impresionat de creația artistului, regele Filip al IV-lea îi cere să-i picteze portretul (astăzi pierdut), pe care Velázquez îl termină la 30 august 1623. Acest tablou marchează începutul unei legături pe viață între pictor și suveran.

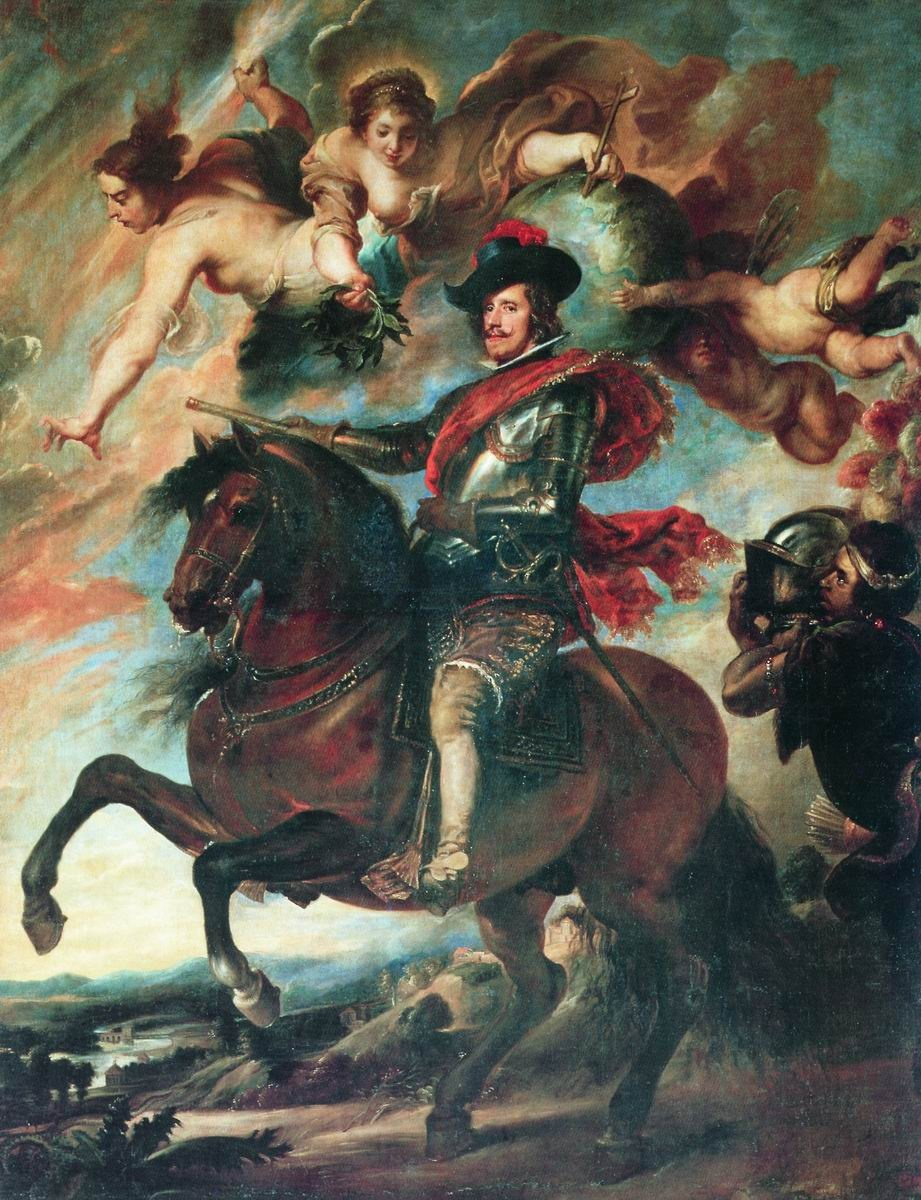
Diego Velázquez: Portret alegoric al regelui Filip al IV-lea, 1644/46 - Galleria degli Uffizi, Florența

La 6 octombrie 1623, tânărul Velázquez este numit "pintor de camera" (pictor de curte) și locuiește împreună cu familia la Madrid, în palatul Alcazar. Din august 1628 până în aprilie 1629, se află la Madrid pictorul flamand Peter Paul Rubens, care pictează portretele familiei regale. Împreună vizionează întreaga colecție din palatul "Escorial" și admiră operele lui Tiziano și discută despre pictura italiană. Aceste discuții trezesc în Velázquez dorința de a cunoaște Italia.

### Prima călătorie înItalia
În 1629, regele îi permite pictorului să plece și Velázquez părăsește Madridul în luna iulie. Călătorește împreună cu generalul Spinola, recent numit comandant al trupelor spaniole din Italia. La sfârșitul lui august, Velázquez sosește la Genova, de acolo pleacă la Milano, apoi la Veneția și Roma. Artistul rămâne un an în Cetatea Eternă. Înainte de a se întoarce în Spania, Velázquez vizitează Napoli pentru a picta portretul surorii regelui spaniol, infanta Maria, căsătorită cu viitorul împărat Ferdinand al III-lea.

### Întoarcerea laMadrid

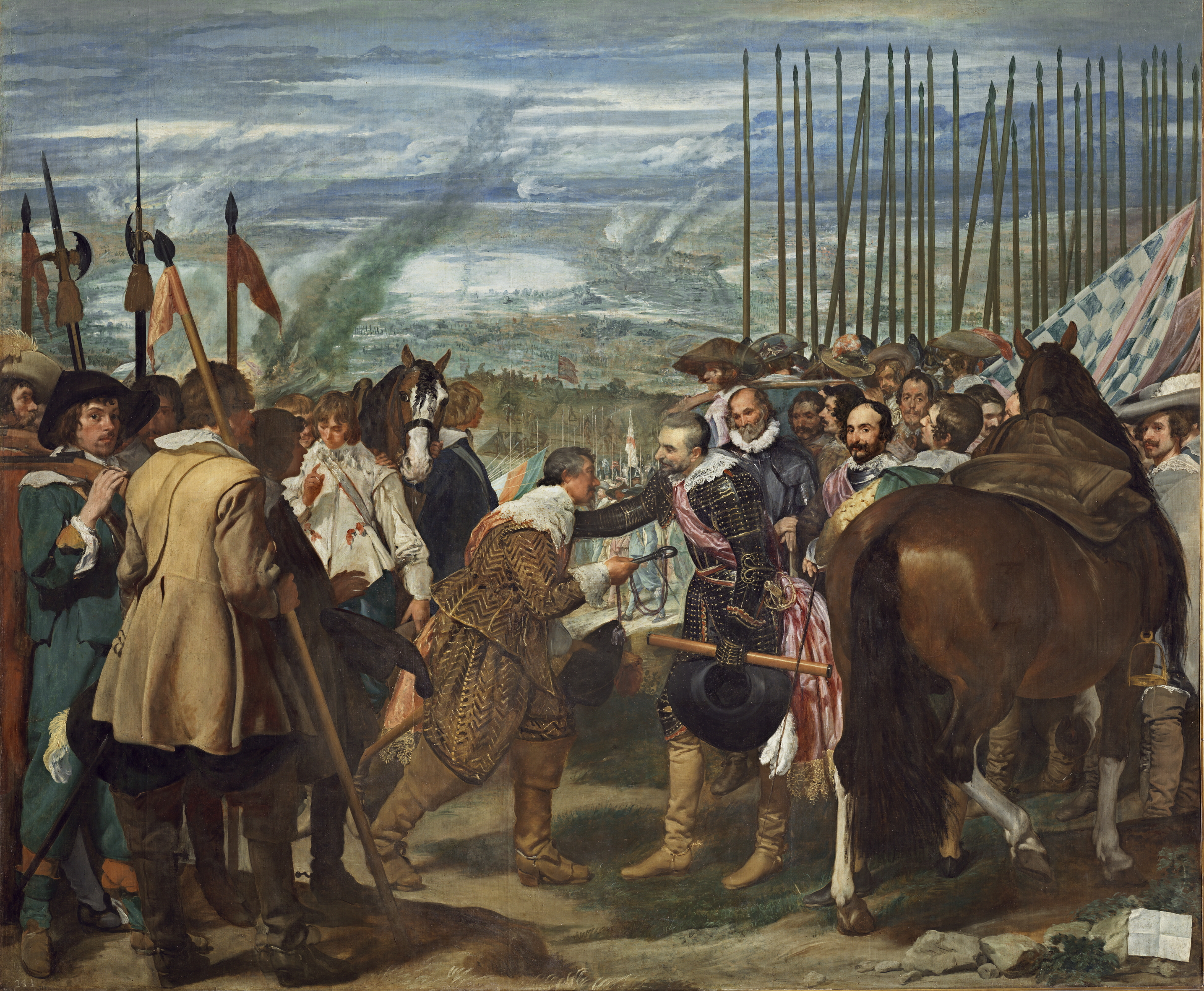
Diego Velázquez: Predarea Bredei (Las Lanzas), 1634/35 - Museo Prado, Madrid

După întoarcerea din Italia în ianuarie 1631, pictorul își ocupă imediat postul la curtea regală. Răspunde la numeroase solicitări privind executarea unor portrete și a unor tablouri cu tematică religioasă. Bună parte a anului 1635 o dedică realizării tabloului intitulat "Predarea Bredei". Tabloul reprezintă momentul în care Justin Nassau, guvernatorul orașului olandez Breda, predă cheile orașului său generalului Ambrogio Spinola, comandant al oștilor spaniole victorioase. Scena, care avea menirea să prezinte idealul spaniol de noblețe cavalerească față de adversarul învins, este realizată veridic în lumina naturală a zilei, scoțând în evidență tonurile verzi și albastre specifice peisajului olandez. Tabloul este realizat pentru decorarea marelui salon al noului palat "Buen Retiro". 

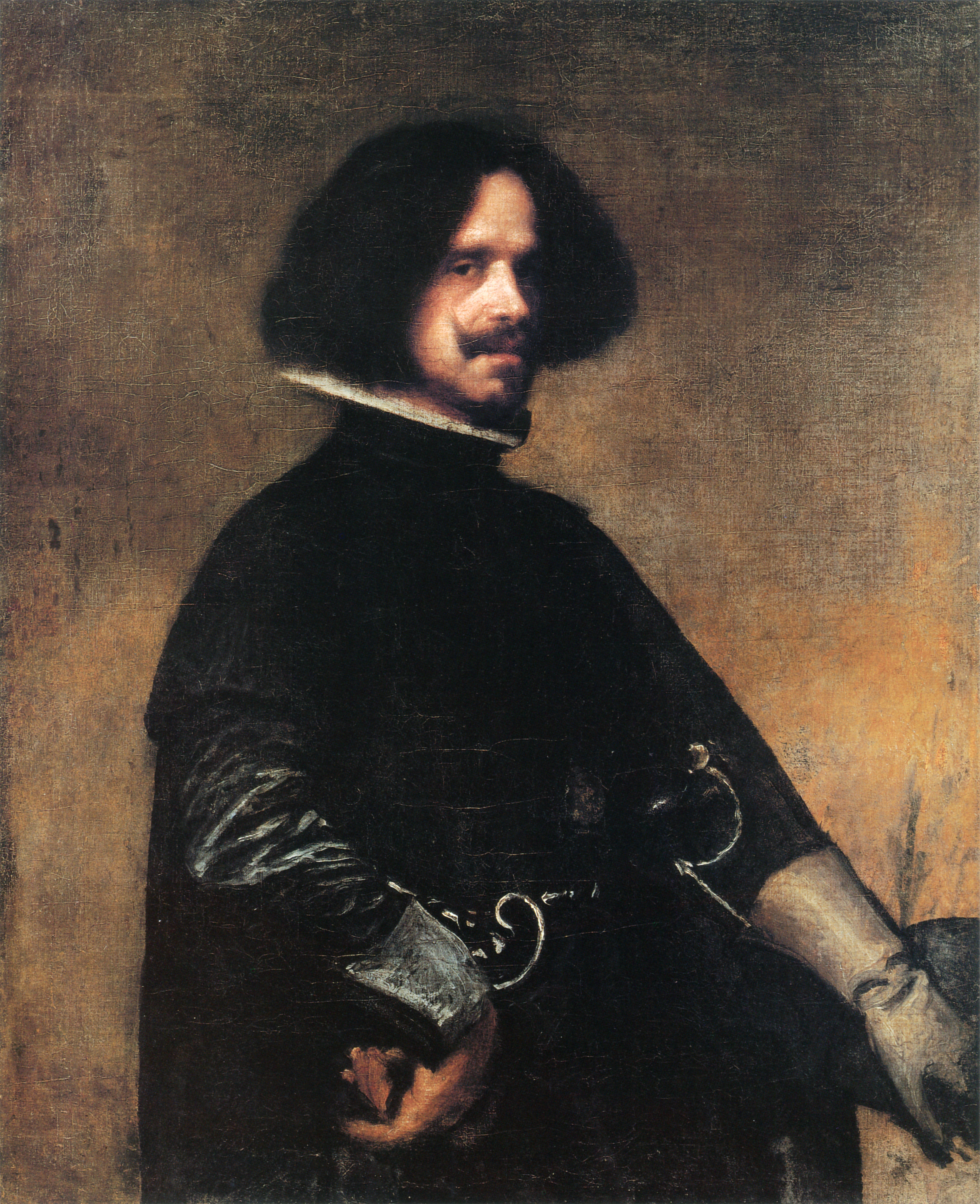
Diego Velázquez: Autoportret, 1643 - Galleria degli Uffizi, Florența

Atribuțiile lui Velázquez în calitate de pictor al curții se lărgesc în 1636, când primește titlul de "ayuda de guardarropa", având sarcina decorării apartamentelor regale. În 1643 este numit superintendent al colecției regale, având ca atribuție supravegherea lucrărilor de renovare a Alacazarului. 

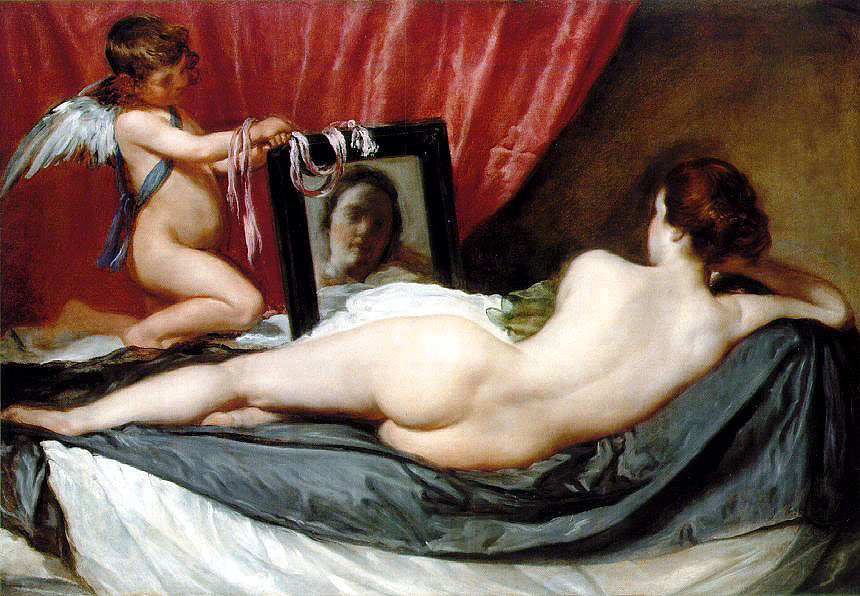
Diego Velázquez: Venus la oglindă, 1647-51 - National Gallery, Londra

Este perioada în care Velázquez face parte din cercurile cele mai apropiate ale regelui. Din izvoare scrise știm că artistul a fost autorul câtorva nuduri, dar dintre acestea s-a păstrat doar "Venus la oglindă". În pictura spaniolă a secolelor al XVII-lea și al XVII-lea nudurile de femeie erau o raritate. Inchiziția nu permitea o asemenea temă în pictură. Creația lui Velázquez amintește de nudurile lui Tiziano (de ex.: "Venus din Urbino"), dar artistul spaniol creează o viziune personală a acestei teme. Trupul zvelt, dar totodată uimitor modelat al zeiței este văzut din spate. Reflexia chipului ei în oglinda de argint este neclară. Avem impresia că Venus nu-și admiră propria frumusețe, ci mai degrabă urmărește pe cel care o privește.

### A doua călătorie înItalia
În 1649, Velázquez îi propune regelui să-l trimită în Italia cu misiunea de a achiziționa picturi și sculpturi pentru galeria nouă a palatului Alcazar. Pictorul sosește la Veneția unde cumpără tabloul "Venus și Adonis adormit" de Paolo Veronese, precum și numeroase lucrări ale lui Tintoretto. După aceea pleacă la Modena, Parma, Bologna, iar la sfârșitul lunii mai la Roma.

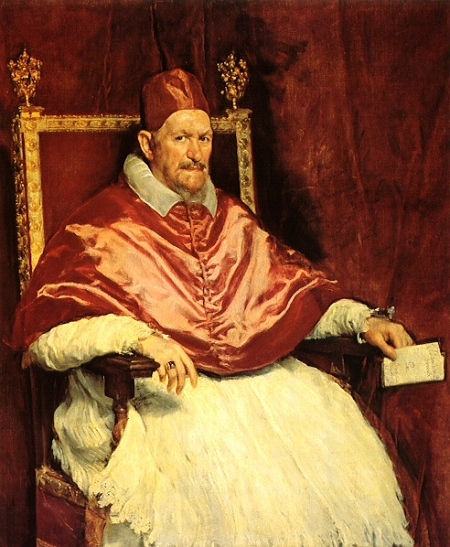
Diego Velázquez: portretul Papei Inocenţiu al X-lea, 1650 - Galleria Doria Pamphilj, Roma

Pictează portretul servitorului său, Juan de Pareja, căruia, după întoarcerea în Spania, îi redă libertatea. Tabloul stârnește admirație în cercurile pictorilor italieni, Velázquez este ales membru al "Academiei Sfântul Luca". În portretul Papei Inocențiu al X-lea, artistul prezintă o personalitate deosebit de puternică, cu o privire pătrunzătoare, plină de fermitate. Virtuozitatea tehnică se poate observa în modul în care a fost pictată pelerina roșie de mătase pe care lucesc reflexe aurii. Papa, foarte mulțumit de portret, dorește să-l recompenseze cu o sumă enormă de bani, Velázquez însă refuză cu mândrie, spunând că realizarea portretului papal este o obligație de serviciu a pictorului de curte al "Majestății Sale Catolice". În iunie 1651 se întoarce la Madrid.

### Ultimii 10 ani ai vieții

Diego Velázquez: Doamne de onoare (Las Meninas), 1656 - Museo Prado, Madrid

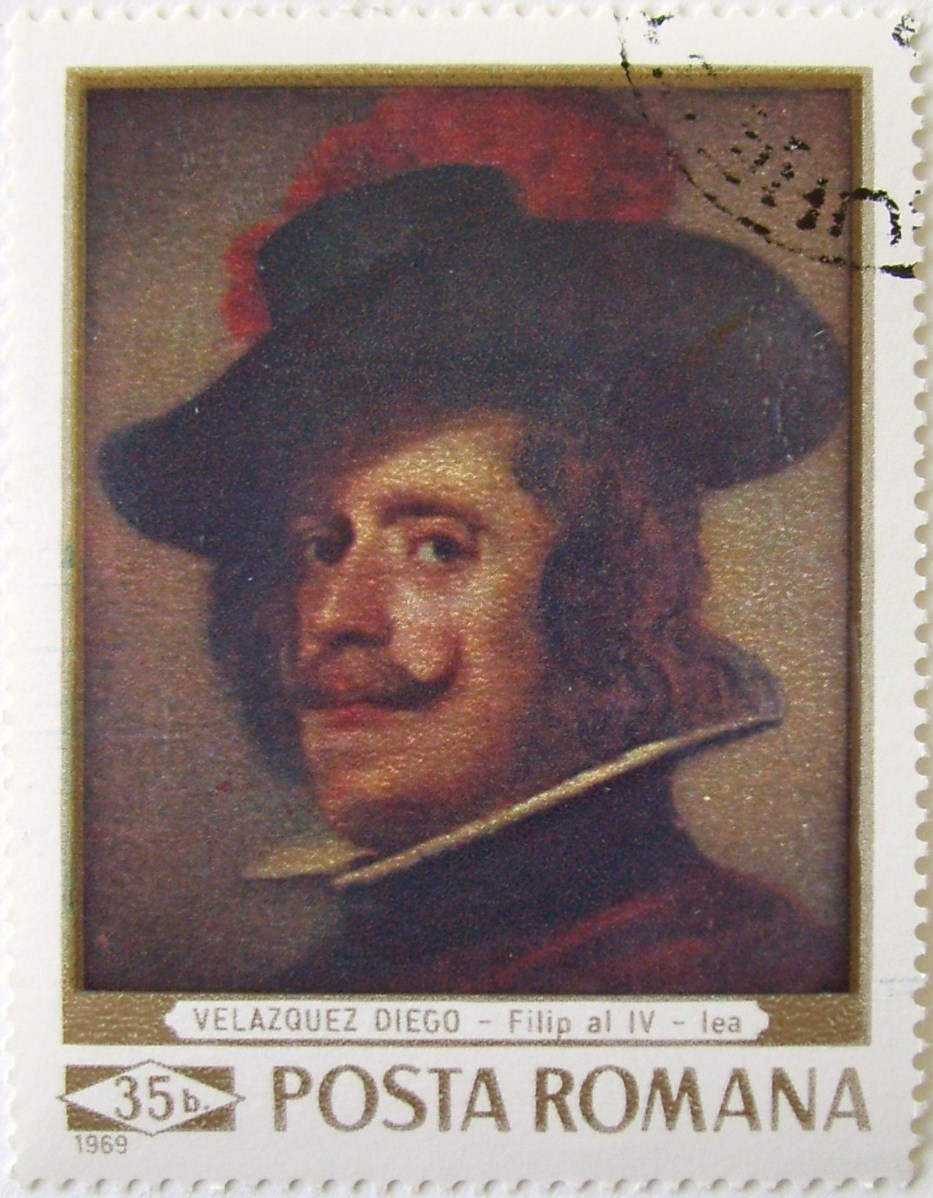
Timbru românesc din 1969

Între anii 1651 și 1660, Velázquez își continuă cariera la curtea regală, timp în care creează noi capodopere. Tabloul său intitulat "Las Meninas" (cunoscut și ca: Doamne de onoare sau Familia lui Filip al IV-lea) este una dintre cele mai ilustre creații din istoria picturii universale. Pictorul se înfățișează aici și pe sine, cu penelul și paleta în mână. Tabloul fascinează prin zugrăvirea realistă și, în același timp, discretă a vieții de la curte, prin autenticitatea expresiei, surprinderea exactă a gesturilor și privirilor, înfățișarea magistrală a scenei.
În februarie 1652, Filip al IV-lea îl numește mare mareșal al Palatului (aposentador mayor de Palacio) iar în 1659 i se conferă crucea de "Cavaler al Ordinului Sfântul Iacob". În anul următor, pregătește cununia infantei Margareta-Tereza cu regele Franței, Ludovic al XIV-lea, cununie ce are loc la granița franco-spaniolă. După întoarcerea sa la Madrid, pictorul se îmbolnăvește. Regele își vizitează favoritul pe patul de suferință. După șapte zile de agonie, Diego Velázquez moare la 6 august 1660. Este înmormântat în biserica San Juan Bautista.

## Citate
- "Ca și Cartesius, care reduce ideea la rațiune, Velázquez reduce pictura la vizualitate" (José Ortega y Gasset)
- " Velázquez este pictorul pictorilor" (Édouard Manet)